# 鈴木正 (第一製薬)
鈴木 正（すずき ただし、1929年8月20日 - 2014年10月23日）は、日本の経営者。第一製薬社長を務めた。

## 経歴
愛知県出身。1953年に東京大学法学部政治学科を卒業し、同年に第一製薬に入社。1973年に取締役に就任し、1975年に常務、1983年6月に専務を経て、1985年6月に社長に就任。1999年6月に会長に就任し、2004年7月には相談役に就任。
2003年11月に旭日中綬章を受章。
2014年10月23日、肺炎のために死去。85歳没